# وادي مزي
وادي مزي بلدية من بلديات دائرة وادي مرة بولاية الأغواط الجزائرية.
تبعد عن عاصمة الولاية بـ 55 كم شمال غرب.

## الموقع الجغرافي
تقع بشمال ولاية الأغواط، يحدها شمالا جبال القعدة وشرقا وادي مزي وواد مرزوق ويحدها غربا كوردان أما جنوبا فبلدية تاجموت. تضمنت بلدية واد مزي مشروع بناء سد سكلافة الذي تموله شركة كوسيدار وتقع منطقة سكلافة شمال بلدية وادي مزي بين جبلين وهي منطقة مميزة لبناء السد (2011).
| وادي مرة | وادي مرة | آفلو   |
| تاجموت   | إسم ؟    | الغيشة |
| تاجموت   | عين ماضي | الغيشة |

## الإقتصاد
تحتوي بلدية واد مزي على مزارع تعود نشأتها إلى الثورة الزراعية (مشروع وطني) وهذا الازدهار في الغطاء النباتي يعود إلى الموقع المحاذي للوادي الذي لا ينقطع جريانه.